# 梅尔克斯海姆
梅尔克斯海姆是德国莱茵兰-普法尔茨州的一个市镇。总面积17.05平方公里，总人口1429人，其中男性696人，女性733人（2011年12月31日），人口密度84人/平方公里。